# Виньяйш
Виньяйш (порт. Vinhais; [vi'ɲaiʃ]) — населённый пункт и муниципалитет в Португалии, входит в округ Браганса. По старому административному делению входил в провинцию Траз-уж-Монтиш и Алту-Дору. Входит в экономико-статистический субрегион Алту-Траз-уш-Монтеш, который входит в Северный регион. Численность населения — 2,4 тыс. жителей (посёлок), 10,6 тыс. жителей (муниципалитет). Занимает площадь 694,68 км².

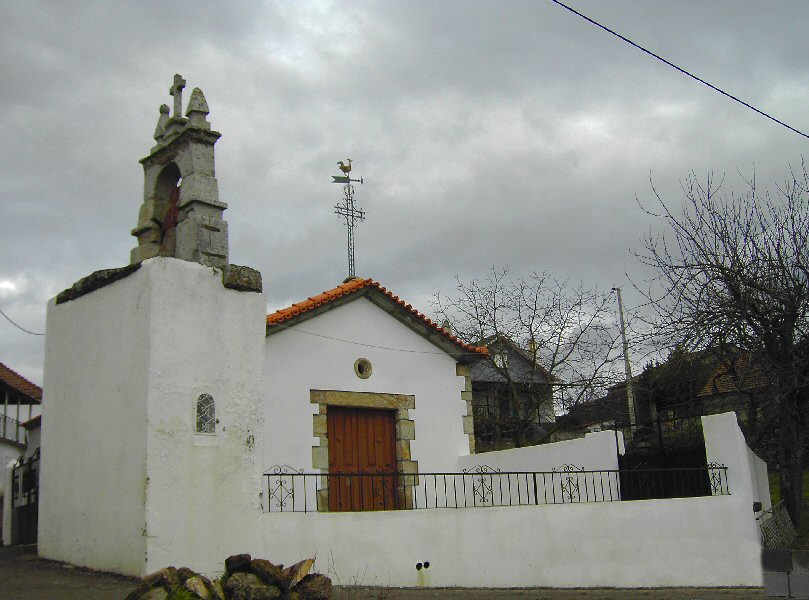
Часовня Вилар-де-Ломба

Покровителем посёлка считается Дева Мария.
Праздник посёлка — 20 мая.

## Расположение
Посёлок расположен в 20 км на запад от адм. центра округа города Браганса.
Муниципалитет граничит:
- на севере — Испания
- на востоке — муниципалитет Браганса
- на юге — муниципалитет Маседу-де-Кавалейруш, Мирандела
- на западе — Испания, муниципалитеты Валпасуш, Шавиш

## История
Посёлок основан в 1253 году.

## Население
| Численность населения муниципалитета по годам | Численность населения муниципалитета по годам | Численность населения муниципалитета по годам | Численность населения муниципалитета по годам | Численность населения муниципалитета по годам | Численность населения муниципалитета по годам | Численность населения муниципалитета по годам | Численность населения муниципалитета по годам | Численность населения муниципалитета по годам |
| --------------------------------------------- | --------------------------------------------- | --------------------------------------------- | --------------------------------------------- | --------------------------------------------- | --------------------------------------------- | --------------------------------------------- | --------------------------------------------- | --------------------------------------------- |
| 1801                                          | 1849                                          | 1900                                          | 1930                                          | 1960                                          | 1981                                          | 1991                                          | 2001                                          | 2004                                          |
| 6084                                          | 10 697                                        | 19 842                                        | 19 525                                        | 26 577                                        | 16 142                                        | 12 727                                        | 10 646                                        | 10 051                                        |

## Состав муниципалитета
В муниципалитет входят следующие районы:
1. Агрошан
2. Алваредуш
3. Кандеду
4. Селаш
5. Куропуш
6. Эдрал
7. Эдроза
8. Эрведоза
9. Фрезулфе
10. Мофрейта
11. Моимента
12. Монтоту
13. Нунеш
14. Озильян
15. Пасо
16. Пеньяш-Жунташ
17. Пиньейру-Нову
18. Кираш
19. Реборделу
20. Санта-Круш
21. Санталья
22. Собрейро-де-Байшу
23. Соейра
24. Сан-Жомил
25. Траванка
26. Туйзелу
27. Вале-даш-Фонтеш
28. Вале-де-Жанейру
29. Вила-Боа-де-Озильян
30. Вила-Верде
31. Вилар-Секу-де-Ломба
32. Вилар-де-Ломба
33. Вилар-де-Оссуш
34. Вилар-де-Перегринуш
35. Виньяйш